# Lucinda Fredericks
Lucinda Fredericks (Zomba, 28 settembre 1965) è una cavallerizza australiana, vincitrice della medaglia d'argento nel Completo a squadre, alle olimpiadi di Pechino 2008.

## Palmarès
- Olimpiadi

Pechino 2008: argento nel completo a squadre.